# Lucien Goldmann

Lucien Goldmann

Lucien Goldmann (n. 20 iunie 1913, București, România – d. 8 octombrie 1970, Paris, Franța) a fost un filozof, sociolog și critic literar francez de etnie evreiască, născut în România.
A fost profesor la École des hautes études en sciences sociales din Paris.
Reprezentant și teoretician al marxismului, a subliniat legătura dintre structura grupului social al unei anumite epoci și literatura corespunzătoare.
A încercat să sintetizeze "epistemologia genetică" a lui Jean Piaget cu marxismul lui György Lukács, punând bazele "structuralismului genetic".

## Scrieri
- 1955: Dumnezeul ascuns ("Le dieu caché")
- 1959: Studii dialectice ("Recherches dialectiques")
- 1966: Sciences humaines et philosophie. Suivi de structuralisme génétique et création littéraire
- 1970: Structuri mentale și creație culturală ("Structures mentales et création culturelle")
- 1970: Epistemologie și filozofie ("Epistémologie et philosophie")
- 1973: Pentru o sociologie a romanului ("Pour une sociologie du roman")
- 1973: Lukács și Heidegger ("Lukács et Heidegger").